# Ханфорд (Калифорния)
Ханфорд (англ. Hanford) — город в штате Калифорния, США. Он является административным центром округа Кингс. Ханфорд главный город метрополитенский статистический ареал Ханфорда-Коркорана, который полностью включает в себя округ Кингс. В 2010 году в городе проживали 53 967 человек.

## Географическое положение
Ханфорд находится в центре штата Калифорния и является административным центром округа Кингс. Находится в долине Сан-Хоакин. По данным Бюро переписи населения США город Ханфорд имеет общую площадь в 42,966 квадратных километров. Город обслуживает Муниципальный аэропорт Ханфорда.

### Климат
По классификации климатов Кёппена климат Ханфорда относится к холодному семиаридному климату. Такой климат характерен для периферийных областей пустынь в семиаридных степных регионах. Сезонные колебания температуры достаточно велики. Среднее годовое количество осадков — 213,4 мм. Средняя температура в году — 16,8 °C, самый тёплый месяц — июль (средняя температура 26,8 °C), самый холодный — январь (средняя температура 7,2 °C).

## История
В 1877 году была проложена Южная тихоокеанская железная дорога из Гошена в Коалинга через территорию нынешнего Ханфорда, там был расположен лагерь, который затем вырос до города. Он был назван в честь Джеймса Мэдисона Ханфорда. В Ханфорде часто случались пожары. Почтовый офис был открыт в 1887 году. 19 июля 1891 года группа бизнесменов и гражданских лидеров направили петицию в правление округа Туларе об инкорпорировании города. 12 августа 1891 года город был инкорпорирован. Округ Кингс был сформирован в 1893 году, и Ханфорд стал административным центром. Город быстро развивался, было построено здание оперы (единственное между Лос-Анджелесом и Сан-Франциско).

## Население
По данным переписи 2010 года население Ханфорда составляло 53 967 человек (из них 49,0 % мужчин и 51,0 % женщин), в городе было 17 492 домашних хозяйств и 13 128 семей. Расовый состав: белые — 62,5 %, коренные американцы — 1,3 % афроамериканцы — 4,9 %, азиаты - 4,3 % и представители двух и более рас — 5,4 %. 47,1 % населения города — латиноамериканцы (43,1 % мексиканцев).
Из 17 492 домашних хозяйств 52,0 % представляли собой совместно проживающие супружеские пары (26,6 % с детьми младше 18 лет), в 16,2 % семей женщины проживали без мужей, в 6,9 % семей мужчины проживали без жён, 24,9 % не имели семьи. В среднем домашнее хозяйство ведут 3,03 человек, а средний размер семьи — 3,49 человека.
Население города по возрастному диапазону по данным переписи 2010 года распределилось следующим образом: 31,0 % — жители младше 18 лет, 4,5 % — между 18 и 21 годами, 54,6 % — от 21 до 65 лет и 9,9 % — в возрасте 65 лет и старше. Средний возраст населения — 30,9 года. На каждые 100 женщин в Ханфорде приходилось 96,3 мужчин, при этом на 100 совершеннолетних женщин приходилось уже 93,9 мужчин сопоставимого возраста.
Динамика численности населения и происхождение жителей:
|  |

| Происхождение населения | Происхождение населения | Происхождение населения | Происхождение населения | Происхождение населения | Происхождение населения | Происхождение населения | Происхождение населения |
| ----------------------- | ----------------------- | ----------------------- | ----------------------- | ----------------------- | ----------------------- | ----------------------- | ----------------------- |
| Американцы              | 3203                    |                         | Греки                   | 77                      |                         | Русские                 | 196                     |
| Арабы                   | 276                     |                         | Венгры                  | 49                      |                         | Шотландцы               | 412                     |
| Чехи                    | 112                     |                         | Ирландцы                | 2957                    |                         | Словаки                 | 16                      |
| Датчане                 | 241                     |                         | Итальянцы               | 1246                    |                         | Шведы                   | 749                     |
| Англичане               | 2238                    |                         | Литовцы                 | 8                       |                         | Швейцарцы               | 109                     |
| Французы                | 752                     |                         | Норвежцы                | 336                     |                         | Валлийцы                | 93                      |
| Франкоканадцы           | 67                      |                         | Поляки                  | 315                     |                         | Африканцы               | 292                     |
| Немцы                   | 3610                    |                         | Португальцы             | 3388                    |                         |                         |                         |

## Экономика
В 2014 году в городе было 24 988 человек старше 16 лет, имеющих работу (54,8 % мужчин и 45,2 % женщин). При этом мужчины имели медианный доход в 47 018 долларов США в год против 36 259 долларов среднегодового дохода у женщин. В 2014 году медианный доход на семью оценивался в 59 543 $, на домашнее хозяйство — в 53 543 $. Доход на душу населения — 22 307 $ в год. 18,7 % от всего числа семей в Ханфорде и 22,4 % от всей численности населения находилось на момент переписи за чертой бедности, из которых 32,1 % составляли жители младше 18 и 14,6 % старше 65 лет..